# Villa Carmela Vittoria
La Villa Carmela Vittoria est une villa de Naples d'intérêt historique et artistique. Située 7, Viale Colli Aminei, elle constitue un élégant exemple de l'architecture art nouveau.

## Histoire et description
Construite entre 1914 et 1922 par le propriétaire Vincenzo Savarese (le même qui, entre 1936 et 1942 fera construire à Posillipo la villa homonyme), la bâtisse est l'oeuvre de Luigi Cosenza. Son rez-de-chaussée est surélevé par rapport à la rue.
L'architecture, de forme polygonale et symétrique, est caractérisée au centre par la tour-belvédère octogonale, et sur les côtés par deux terrasses, avec leurs porches en-dessous. Sur les façades, figurent des bandes horizontales en terre cuite avec des motifs végétaux.

## Sources
- Renato De Fusco, Il floreale a Napoli, Edizioni Scientifiche Italiane, Naples, 1959
- Bossaglia Rossana Bossaglia, Les Archives de l'art nouveau italien: l'architecture, Milan, Franco Angeli, 1987
- Pasquale Belfiore, Benedetto Gravagnuolo, Naples, Architecture et urbanisme du XXe siècle, Editori Laterza, Bari, 1994;
- Alessandro Castagnaro, L'architecture du XXe siècle à Naples: le connu et l'inédit, Edizioni Scientifiche Italiane, Naples, 1998.